# Centre médical Shaare Zedek
Le Centre médical Shaare Zedek (hébreu : מרכז רפואי שערי צדק, Merkaz Refu'i Sha'arei Tzedek, Les portes de la Justice) est un centre hospitalier majeur à Jérusalem, fondé en 1902, par le docteur Moshe Wallach, son premier directeur médical, tout d'abord localisé sur la Rue Jaffa, avant de s'établir en 1980 dans le quartier de Bayit VeGan. Le Centre hospitalier a incorporé le vieil hôpital de Bikur Cholim.

## Littérature critique
Un ouvrage en français décrit la diversité des soignants et patients.